# Lista över kinesiska dialekter

Karta över de kinesiska dialekterna utbredning.

Här följer en lista över kinesiska dialekter. 
Förutom de lingvistiska klassificeringar som anges nedan är det brukligt att i informella sammanhang prata om dialekter som hör till provinser som Sichuan-dialekt, Henan-dialekt. Dessa sammanfaller inte alltid med de indelningar som görs av lingvister men stämmer ofta tillräckligt bra överens med lätt stereotypa kulturella indelningar.

## Mandarin
- Peking-mandarin
  - standardkinesiska (putonghua, guoyu, huayu)
  - Peking-dialekt
  - Chengde-dialekt
  - Chifeng-dialekt
  - Hailar-dialekt
  - Karamay-dialekt
- nordöstmandarin
  - Changchun-dialekt
  - Harbin-dialekt
  - Qiqihar-dialekt
  - Shenyang-dialekt
- Jiao Liao-dialekt
  - Dalian-dialekt
  - Qingdao-dialekt
  - Weihai-dialekt
  - Yantai-dialekt
- Ji lu-mandarin
  - Baoding-dialekt
  - Jinan-dialekt
  - Shijiazhuang-dialekt
  - Tianjin-dialekt
- Zhongyuan-mandarin
  - Hanzhong-dialekt
  - Kaifeng-dialekt
  - Kashgar-dialekt (kinesiska)
  - Luoyang-dialekt
  - Nanyang-dialekt[förtydliga]
  - Qufu-dialekt
  - Tianshui-dialekt
  - Xi'an-dialekt
  - Xuzhou-dialekt
  - Yan'an-dialekt
  - Zhengzhou-dialekt
- Lan Yin-mandarin
  - Dungan
  - Lanzhou-dialekt
  - Urumqi dialect of Chinese
  - Xining-dialekt
  - Yinchuan-dialekt
- sydvästmandarin
  - Changde-dialekt
  - Chengdu-dialekt
  - Chongqing-dialekt
  - Dali-dialekt
  - Guiyang-dialekt
  - Hainan Junjiahua
  - Kunming-dialekt
  - Liuzhou-dialekt
  - Wuhan-dialekt
  - Xichang-dialekt
  - Yichang-dialekt
- Jianghuaimandarin
  - Hefei dialect
  - Nanking-dialekt
  - Nantong-dialekt
  - Xiaogan-dialekt
  - Yangzhou-dialekt

## Jin
- Baotou-dialekt
- Datong-dialekt
- Handan-dialekt
- Hohhot-dialekt
- Taiyuan-dialekt
- Xinxiang-dialekt

## Wu
- taihu
  - Changzhou-dialekt
  - Hangzhou-dialekt
  - Jiaxing-dialekt
  - Ningbo-dialekt
  - Shanghai-dialekt
  - Suzhou-dialekt
  - Wuxi-dialekt
- taizhou
  - Taizhou (Zhejiang) dialect
- oujiang
  - Wenzhou-dialekt
- wuzhou
  - Jinhua-dialekt
  - Yiwu-dialekt
  - Yongkang-dialekt
- chu qu
  - Lishui-dialekt
  - Quzhou-dialekt
  - Shangrao-dialekt
- xuanzhou
  - Xuancheng-dialekt

## Hui
- Jixi (Anhui)-dialekt
- Shexian (Anhui)-dialekt
- Tunxi-dialekt
- Yixian (Anhui)-dialekt

## Xiang
- chang yi
  - Changsha-dialekt
  - Hengyang-dialekt
  - Yiyang-dialekt
  - Zhuzhou-dialekt
- lou shao
  - Loudi-dialekt
  - Shaoyang-dialekt
  - Shuangfeng-dialekt
- chen xu
  - Chenxi-dialekt
  - Xupu-dialekt

## Gan
- Dongkou-dialekt
- Funing-dialekt
- Fuzhou (Jiangxi)-dialekt
- Ji'an (Jiangxi)-dialekt
- Nanchang-dialekt
- Xianning-dialekt
- Yichun-dialekt
- Yingtan-dialekt

## Hakka
- Dabu-dialekt
- Huizhou (Guangdong)-dialekt
- Jiaoling-dialekt
- Longyan-dialekt
- Meizhou-dialekt
- Wuhua-dialekt

## Yue(kantonesiska)
- Yue hai
  - kantonesiska (~ Guangzhou-dialekt, Hongkong-dialekt)
  - Dongguan-dialekt
  - Qingyuan-dialekt
  - Zhaoqing-dialekt
  - Zhuhai-dialekt
- siyi (sei-yup)
  - Enping-dialekt
  - Jiangmen-dialekt
  - Kaiping-dialekt
  - Taishan-dialekt
  - Xinhui-dialekt
- gaoyang
  - Maoming-dialekt
  - Yangjiang-dialekt
- guinan
  - Beihai-dialekt
  - Wuzhou-dialekt

## Pinghua
- Nanning-dialekt

## Min
- min Nan
  - Chaozhou (Teochew)-dialekt
  - Quanzhou-dialekt
  - Penang Hokkien
  - Shantou (Swatow)-dialekt
  - taiwanesiska
  - Xiamen (fukienesiska)
  - Zhangzhou-dialekt
- min dong
  - Fuqing-dialekt
  - Fuzhou (Hokchiu)-dialekt
- min zhong 
  - Sanming-dialekt
- min bei
  - Jian'ou-dialekt
- Pu Xian-dialekt
  - Putian-dialekt
  - Xianyou-dialekt
- qiong wen
  - Hainan-dialekt
  - Zhanjiang-dialekt
- shao jiang

## Oklassificerade
- Danzhou-dialekt
- linghua
- maojiahua
- pingdi yaohua
- shaozhou tuhua
- wutunhua
- xianghua